# Бурлинский район (Западно-Казахстанская область)
Бурли́нский район (каз. Бөрлі ауданы) — административно-территориальная единица второго уровня в Западно-Казахстанской области Казахстана. Административный центр района — город Аксай.

## География
Район расположен в северо-восточной части Западно-Казахстанской области. Район граничит с тремя районами Западно-Казахстанской области и на севере по рекам Илек и Урал с Оренбургской областью Российской Федерации. Территория района занимает площадь в 5,6 тыс. квадратных километров
Климат континентальный. Лето жаркое, зима суровая. Средняя температура января — −15 °C, июля — 24 °C. Среднегодовое количество осадков 200—250 мм. Недра богаты нефтью и газом (месторождение Карашыганак). Расположен в зоне пустынь. Через территорию района протекают реки Урал, Илек, Утва (Шингирлау). Почвы в основном каштановые и солончаковые. Произрастают дубы, полевой вяз, тополь, кизильник и другие. Водятся лисица, корсак, кабан; из птиц — дрофа, стрепет.
Расстояние от райцентра до областного центра Уральска — 120 км. По территории района проходит 85 км железнодорожных путей, что составляет 17,1 % протяженности дорог области (железная дорога Саратов — Илецк). Длина автомобильных дорог составляет 465 км, из них 240 км — с твёрдым покрытием, 220 км — гравийного покрытия и 5 км — с грунтовым покрытием. Автотрасса Аксай — Жайбети — Шынгырлау. Карашыганакский газоконденсатный комбинат, завод железо-бетонных изделий, ремонтный завод, типография, автобаза, пекарня.

## История
Со времён Ивана Грозного это земля Уральского Казачьего Войска. Во время столыпинской аграрной реформы, переселенцы из центральных районов России и Украины были расселены в глубине территории района. Название сельских населённых пунктов характеризует преимущественно славянское происхождение переселенцев. Из небольших хуторов в степной зоне образовались посёлки со смешанным по национальности населением (русские, украинцы, казахи).
Бурлинский район образован 30 июня 1935 года, в существующих границах район сформирован к 1965 году. Назван по прежнему районному центру — посёлку Бурлин. После перевода районного центра в пос. Казахстан (с 1968 года — город Аксай) название района осталось прежним.
Село Тунгуш, когда-то расположенное на территории Карачаганакского месторождения, снесено в 2003 году, а население переселено в город Уральск.
26 января 2007 года после завершения строительства газопровода Карачаганак—Чингирлау, часть населённых в районе были газифицированы, в частности Успеновка.

## Население
Национальный состав (на начало 2019 года):
- казахи — 39 764 чел. (70,90 %)
- русские — 10 705 чел. (19,09 %)
- украинцы — 2988 чел. (5,33 %)
- татары — 975 чел. (1,74 %)
- белорусы — 394 чел. (0,70 %)
- немцы — 190 чел. (0,34 %)
- мордва — 165 чел. (0,29 %)
- башкиры — 118 чел. (0,21 %)
- узбеки — 103 чел. (0,18 %)
- другие — 684 чел. (1,22 %)
- Всего — 56 086 чел. (100,00 %)

## Административно-территориальное деление
Бурлинский район включает 14 сельских округов и 1 городскую администрацию:
| Сельский округ / городская администрация | Населённые пункты                              |
| Акбулакский сельский округ               | село Акбулак                                   |
| Аксайская городская администрация        | город Аксай, село Кызылтал, село Аралтал       |
| Достыкский сельский округ                | село Достык                                    |
| Аксуский сельский округ                  | село Аксу, село Жанаконыс                      |
| Берёзовский сельский округ               | село Берёзовка, разъезд Сулусай                |
| Бумакольский сельский округ              | село Бумаколь, село Облавка, село Утвинка      |
| Бурлинский сельский округ                | село Бурлин, село Масайтобе                    |
| Кентубекский сельский округ              | село Кентубек, село Бактыарал                  |
| Жарсуатский сельский округ               | село Жарсуат, село Карашыганак, село Димитрово |
| Канайский сельский округ                 | село Канай, село Даниляколь                    |
| Карагандинский сельский округ            | село Караганды                                 |
| Каракудукский сельский округ             | село Каракудук                                 |
| Приуральный сельский округ               | село Приуральное                               |
| Пугачёвский сельский округ               | село Пугачёво, село Бесагаш                    |
| Успенский сельский округ                 | село Успенка, село Жанаталап, село Каракемпир  |